# Sản xuất đối tượng nhiều lớp (LOM)

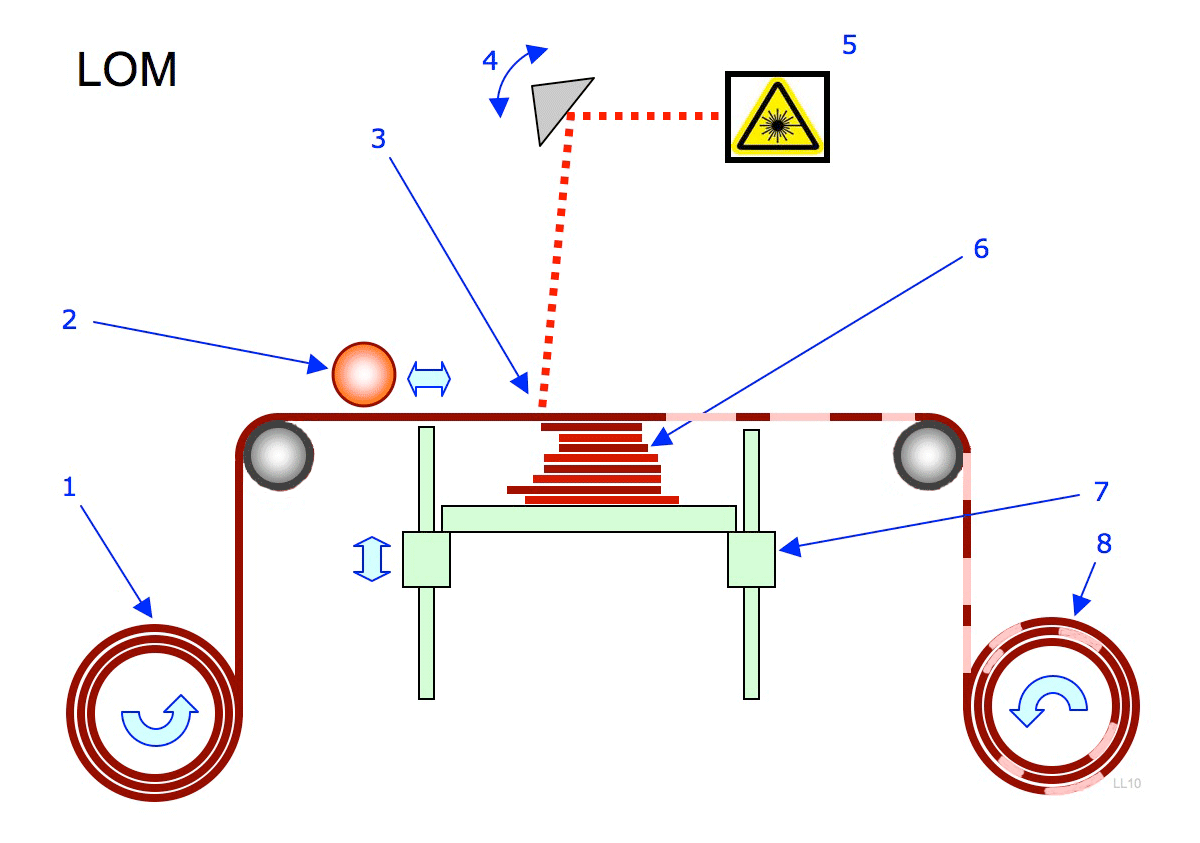
Sản xuất đối tượng nhiều lớp: 1 nguồn cấp lá. 2 Con lăn gia nhiệt. 3 Chùm laser. 4. Lăng kính quét. 5 Nguồn laser. 6 Lớp. 7 nền di chuyển. 8 Chất thải.

Sản xuất đối tượng nhiều lớp (LOM) là một hệ thống tạo mẫu nhanh được phát triển bởi Helisys Inc. (Cubic Technologies hiện là tổ chức kế thừa của Helisys) Trong đó, các lớp giấy tráng, nhựa hoặc kim loại được dán liên tục và cắt hình bằng dao hoặc dao cắt laser. Các đối tượng được in bằng kỹ thuật này có thể được sửa đổi thêm bằng cách gia công hoặc khoan sau khi in. Độ phân giải lớp điển hình cho quá trình này được xác định bởi  nguyên liệu và thường có độ dày từ một đến một vài tờ giấy sao chép.

## Quá trình
Quá trình được thực hiện như sau:
1. Tấm được kết dính với chất nền bằng con lăn gia nhiệt.
2. Laser chép kích thước mong muốn của mẫu.
3. Laser cắt sọc vùng không phải chi tiết để tạo điều kiện loại bỏ chất thải.
4. Nền tảng với lớp hoàn chỉnh sẽ di chuyển ra khỏi đường.
5. Tấm nguyên liệu mới được cuộn vào vị trí.
6. Nền tảng hạ xuống vị trí mới để nhận lớp tiếp theo.
7. Quá trình trên lặp lại cho đến khi mô hình hoàn chỉnh được hình thành

## Chú ý
1. Chi phí thấp do nguyên liệu sẵn có.
2. Các mô hình giấy có đặc điểm giống như gỗ, và có thể được xử lí và hoàn thiện phù hợp.
3. Độ chính xác kích thước thấp hơn một chút so với in li-tô lập thể và thiêu kết laser chọn lọc nhưng không cần qua bước phay.
4. Các bộ phận tương đối lớn có thể được tạo ra vì không cần phản ứng hóa học.[2][3]